# Burey-la-Côte
 Burey-la-Côte  es una población y comuna francesa, en la región de Lorena, departamento de Mosa, en el distrito de Commercy y cantón de Vaucouleurs.

## Demografía
| 82 | 74 | 70 | 57 | 52 | 73 |
| Para los censos de 1962 a 1999 la población legal corresponde a la población sin duplicidades (Fuente: INSEE [Consultar]) |    |    |    |    |    |